# ALICE

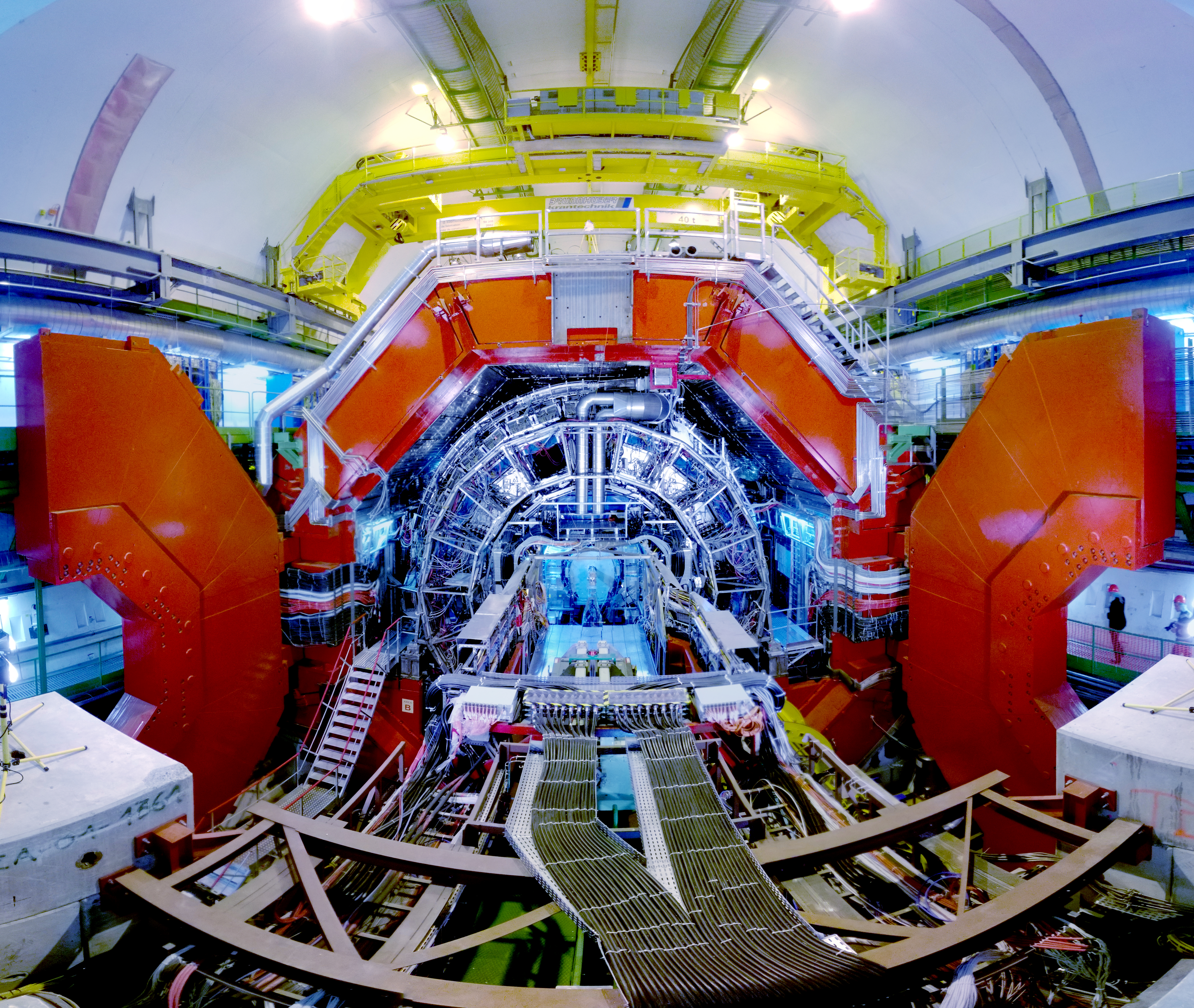
Der Teilchendetektor des ALICE Experiments.

ALICE ist das Apronym für A Large Ion Collider Experiment. Dabei handelt es sich um ein Experiment der Teilchenphysik, das den Zustand der Materie unmittelbar nach dem Urknall nachstellen soll. ALICE ist Teil des Large Hadron Collider in der Großforschungseinrichtung CERN bei Genf. Mit etwa 2400 Mitarbeitern ist ALICE eins der größten aktuellen (2015) Einzelexperimente. Der ALICE-Detektor ist etwa 25 Meter lang und 16 Meter breit und hat ein Gesamtgewicht von ungefähr 10.000 Tonnen.
Ziel von ALICE ist die Erzeugung und Vermessung eines Quark-Gluon-Plasmas. Unmittelbar nach dem Urknall befand sich das Universum für ein paar Millionstel Sekunden in einem Zustand extremer Dichte und Temperatur, dem Quark-Gluon-Plasma. Mittels Kollisionen beschleunigter Blei-Atomkerne soll dieser Zustand kurzzeitig erzeugt werden. Zur Untersuchung des Quark-Gluon-Plasmas besteht ALICE aus einer großen Zahl einzelner Detektoren.
Sprecher war 1991 bis 2010 Jürgen Schukraft und ab 2010 Paolo Giubellino.

## Inner Tracking System
Das Inner Tracking System (ITS) besteht aus sechs zylindrisch angeordneten Siliziumdetektorlagen. Es umgibt damit den Kollisionspunkt und bestimmt diesen mit hoher Präzision. Außerdem dient das ITS zur Identifikation und Spurrekonstruktion von Teilchen mit kleinen Impulsen. Das Inner Tracking System besteht seinerseits aus den Detektoren SSD, SDD, SPD und FMD.

## Time Projection Chamber
Die ALICE Time Projection Chamber (TPC/Spurendriftkammer) ist der Teil, in dem hauptsächlich die Teilchenbahnen bestimmt werden. Dabei ionisieren geladene Teilchen das TPC-Füllgas. Die freien Elektronen werden dann über die angelegte Spannung abgesaugt und ermöglichen es, die Teilchenbahn zu rekonstruieren.

## Transition Radiation Detector
Der ALICE Transition Radiation Detector (TRD/Übergangsstrahlungsdetektor) schließt sich außen direkt an die TPC an. Er besteht aus 540 einzelnen Subdetektoren, die auf einer Länge von ca. 7 Metern ringförmig um die Strahlachse angeordnet sind, wobei sechs Schichten dieser einzelnen Kammern in radialer Richtung hintereinander liegen. Der TRD dient der Teilchenidentifikation, er soll insbesondere dabei helfen, Elektronen und Pionen zu unterscheiden.

## Flugzeit
Um geladene Teilchen zu identifizieren, kann zusätzlich zum Impuls auch die Geschwindigkeit gemessen und damit die Masse der Teilchen ermittelt werden. Dazu wird bestimmt, wie lange die Teilchen vom Kollisionspunkt aus bis zu den äußeren Bereichen des Detektors benötigen. Um eine präzise Zeitmessung zu erhalten, nutzt ALICE etwa 160.000 MRPCs (engl. für Multi-gap Resistive Plate Chamber). In diesen wird ausgenutzt, dass geladene Teilchen ein Gas ionisieren können. Geschieht dies in mehreren Bereichen entlang der Teilchenbahn gleichzeitig, erhält man ein sichtbares Signal, dessen Zeitpunkt sehr präzise ermittelt werden kann.